# Baltic, Ohio
Baltic là một làng thuộc quận Tuscarawas, tiểu bang Ohio, Hoa Kỳ. Năm 2010, dân số của làng này là 795 người.

## Dân số
- Dân số năm 2000: 743 người.
- Dân số năm 2010: 795 người.